# Vizzini
Pour l’article homonyme, voir Vizzini (homonymie).
Vizzini est une commune italienne de la province de Catane dans la région Sicile en Italie.

## Histoire
En 1255, le château de Vizzini est donné par le pape Alexandre IV, opposant au roi Manfred Ier de Sicile, à Roger Fimetta. 

## Administration
| Période                                  | Période | Identité | Étiquette | Qualité |
| ---------------------------------------- | ------- | -------- | --------- | ------- |
|                                          |         |          |           |         |
| Les données manquantes sont à compléter. |         |          |           |         |

### Communes limitrophes
Buccheri, Francofonte, Giarratana, Grammichele, Licodia Eubea, Monterosso Almo, Militello in Val di Catania, Mineo